# タンナ島
座標: 南緯19度30分0秒 東経169度20分0秒 / 南緯19.50000度 東経169.33333度

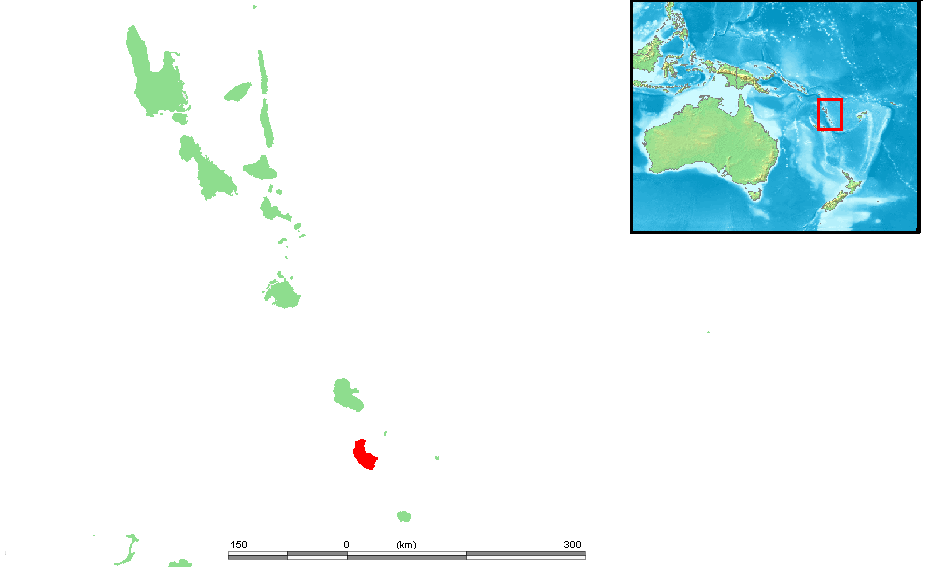
バヌアツにおけるタンナ島の位置

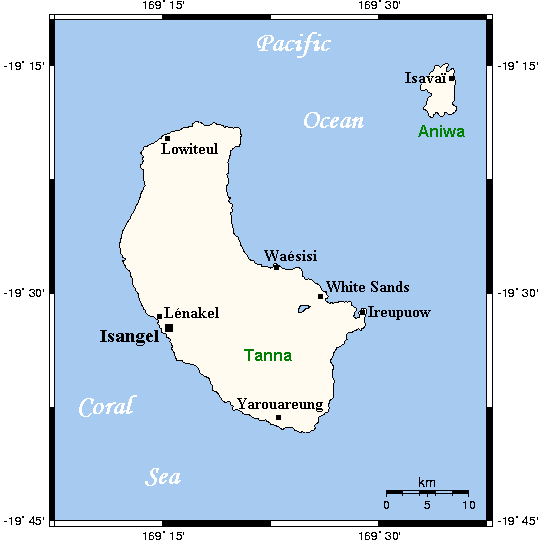
タンナ島とアニワ島

タンナ島（タンナとう、Tanna）は南太平洋バヌアツ共和国に存在する島。ニューヘブリディーズ諸島を構成する島の一つで、イロマンゴ島と同じタフェア州に属する。40km×19km程の大きさで、面積は約550km2 。火山島であり、島南東の活火山ヤスール山では噴火口を目の当たりにする事が出来る。

## 歴史
イギリス海軍船レゾリューション号を率いたジェームズ・クックが1774年8月にタンナ島東岸に到達し、その地をポート・レゾリューションと名づけ上陸した。
1974年、フランス人の農園主アントワーヌ・フォルネリは、ジョン・フラム運動の支持者らと共にタンナ国としての分離独立を試み、国旗の発表なども行った。しかし、正式な独立宣言の前に当局治安部隊によってフォルネリらは逮捕され、独立には至らなかった。

## 経済
バヌアツで最も肥沃な島の一つであり、カヴァ、コーヒー、ココヤシ、コプラ、その他の果実・野菜を産する。近年、火山景観や伝統文化に魅せられる観光客が増加し、観光業の重要性が増している。観光資産保護のため、観光ガイドの免許は現地民に限られている。

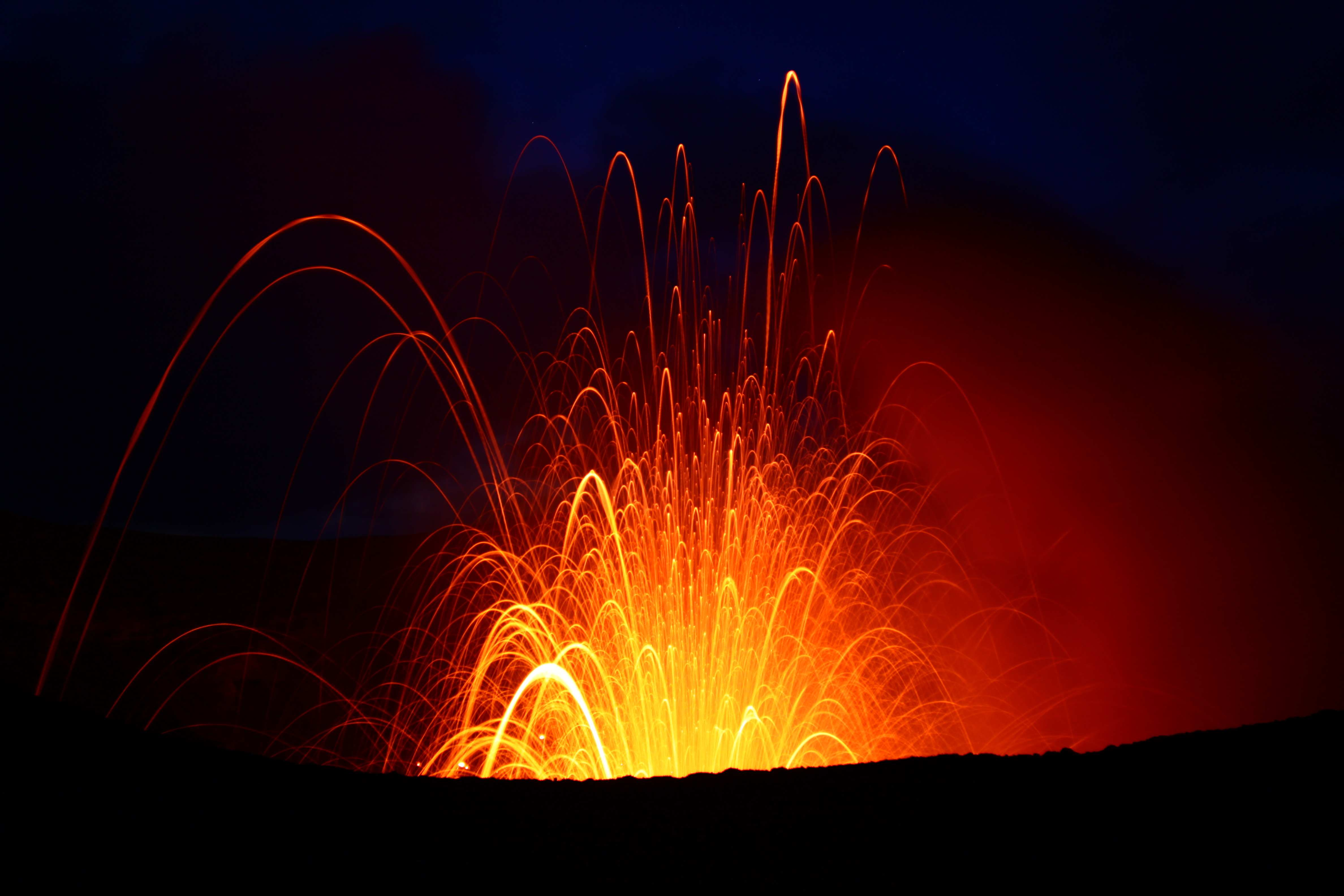
活火山ヤスール山
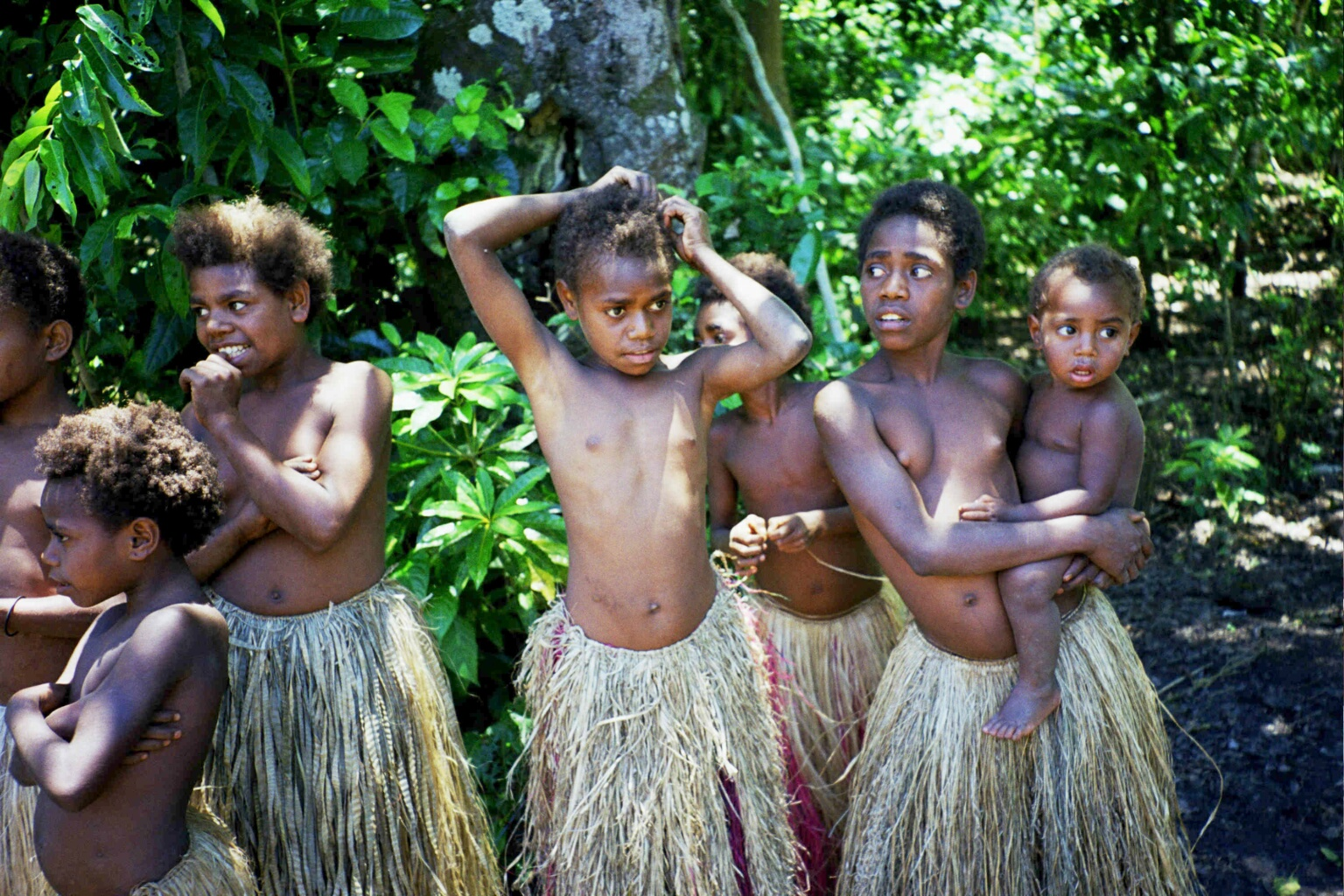
ヤンケル村の子供達

## 宗教
カーゴ・カルトの一種であるジョン・フラム信仰が残っており、第二次大戦初期の米兵を神として信仰する奇祭が現在でも催されており、観光対象ともなっている。